# Belgische Unie - Union belge
De Belgische Unie - Union Belge (B.U.B.) is een Belgische, meertalige, politieke partij, die streeft naar het afschaffen van het huidige federale model en het herstellen van de Belgische eenheidsstaat. De partij werd opgericht in 2002 en nam sindsdien altijd deel aan de verkiezingen, maar kwam nog nooit in de buurt van de kiesdrempel.
Sinds de oprichting is Hans Van de Cauter voorzitter van de partij.

## Algemene situering
De partij werd gesticht in 2002, door advocaat Hans Van de Cauter, en nam voor het eerst deel aan de federale verkiezingen op 18 mei 2003. Ze wist ongeveer 10.000 kiezers te overtuigen, maar bleef daarmee ruimschoots onder de kiesdrempel van 5%. Bij de deelstaatverkiezingen van 2004 haalde de partij (over het volledige Belgische grondgebied) zo'n 13.000 stemmen. In de federale verkiezingen van 2007 viel de partij terug op een 8.000-tal kiezers.
Voor de federale verkiezingen van 2010 ging de partij in kartel met het CDF, onder de naam BELG-UNIE. De verkiezingsuitslag was een overweldigend succes voor een partij als de B.U.B.: in de zes kieskringen waar ze opkwam, wist men ongeveer 20.500 kiezers te overtuigen. Bij de Belgen die in het buitenland een stem uitbrachten, behaalde de partij gemiddeld 4,5 %. In totaal had 0,32 % van de Belgen een stem uitgebracht op het kartel. In 2011 werd die samenwerking nog uitgebreid met Unibelgium en de Belgische Alliantie, waardoor het toenmalige schisma binnen de unitaristische beweging ophield te bestaan.
Door teleurstellende resultaten bij de gemeente- en provincieraadsverkiezingen van 2012, en het opdoeken van het CDF en Unibelgium, kwam het kartel ten einde in 2013.
Heden heeft de partij, buiten één zetel in Ukkel, geen enkele overwinning geboekt. Het kartel met lijst destexhe in 2019 draaide op geen enkele overwinning uit.

## Programma
Het speerpunt van het programma van de B.U.B. luidt 'eenheid in verscheidenheid'. De partij acht het perfect mogelijk om met verschillende taalgroepen samen te leven en België gecentraliseerd te besturen, met unitaristische partijen. Officieel verzet ze zich tegen het voortrekken of achterstellen van één bepaalde taal, alsook tegen de autonomie voor de drie gewesten en tegen het bestaan van aanzienlijke gewest- en gemeenschapsbevoegdheden. Enkel voor de gemeenschappen ziet de partij nog een toekomst, als ondergeschikte, intermediaire besturen en niet-plaatsgebonden. In plaats van gewestvorming schaart de B.U.B. zich achter een systeem van provinciale decentralisatie. Er is volgens de partij immers geen enkel redelijk argument om het bestuur in België niet te decentraliseren volgens de provinciale grenzen, maar dan wel in een unitair systeem waarbij de soevereiniteit uitgaat van de nationale overheid. De provincies hoeven geen wetgevende bevoegdheid uit te oefenen.
Enkele programmapunten van de B.U.B.:
- Afschaffen van de gewesten
- Drastisch inperken van de bevoegdheden van de gemeenschappen
- Afschaffen regionale parlementen
- Afschaffing van elke partijfinanciering van overheidswege
- Monarchie behouden zoals ze nu is, eventueel zelfs de bevoegdheden van de koning uitbreiden
- Een beleid voeren dat leidt tot individuele meertaligheid
- Oprichten van tweetalige scholen en media in heel België
- Een duurzaam milieubeleid
- Een rationeel mobiliteitsbeleid

## Verkiezingen

### Federale verkiezingen
| Uitslagen in België               | 2003   | 2003    | 2003 | 2007   | 2007    | 2007 | 2010*  | 2010*   | 2010* |
| Kieskring                         | Zetels | Stemmen | %    | Zetels | Stemmen | %    | Zetels | Stemmen | %     |
| --------------------------------- | ------ | ------- | ---- | ------ | ------- | ---- | ------ | ------- | ----- |
| Kamer van volksvertegenwoordigers |        |         |      |        |         |      |        |         |       |
| Antwerpen                         | 0      | 2.624   | 0,23 | -      | -       | -    | -      | -       | -     |
| Brussel-Halle-Vilvoorde           | 0      | 2.462   | 0,29 | 0      | 2.644   | 0,31 | 0      | 5.734   | 0,69  |
| Henegouwen                        | -      | -       | -    | -      | -       | -    | -      | -       | -     |
| Leuven                            | 0      | 937     | 0,29 | 0      | 1.286   | 0,40 | -      | -       | -     |
| Limburg                           | -      | -       | -    | 0      | 1.078   | 0,20 | -      | -       | -     |
| Luik                              | -      | -       | -    | -      | -       | -    | 0      | 5.429   | 0,90  |
| Luxemburg                         | -      | -       | -    | -      | -       | -    | 0      | 2.618   | 1,63  |
| Namen                             | 0      | 865     | 0,31 | 0      | 873     | 0,30 | 0      | 3.495   | 1,21  |
| Oost-Vlaanderen                   | 0      | 1.828   | 0,19 | -      | -       | -    | -      | -       | -     |
| Waals-Brabant                     | 0      | 1.318   | 0,59 | 0      | 791     | 0,34 | 0      | 3.389   | 1,49  |
| West-Vlaanderen                   | -      | -       | -    | 0      | 1.935   | 0,24 | -      | -       | -     |
| België                            | 0      | 10.034  | 0,15 | 0      | 8.607   | 0,13 | 0      | 20.665  | 0,32  |

| Uitslagen in België               | 2014   | 2014    | 2014 | 2019   | 2019    | 2019 | 2024   | 2024    | 2024 |
| Kieskring                         | Zetels | Stemmen | %    | Zetels | Stemmen | %    | Zetels | Stemmen | %    |
| --------------------------------- | ------ | ------- | ---- | ------ | ------- | ---- | ------ | ------- | ---- |
| Kamer van volksvertegenwoordigers |        |         |      |        |         |      |        |         |      |
| Antwerpen                         | 0      | 1.299   | 0,11 | -      | -       | -    | 0      | 1686    | 0,14 |
| Brussel-Hoofdstad**               | -      | -       | -    | -      | -       | -    | 0      | 1604    | 0,31 |
| Henegouwen                        | 0      | 688     | 0,09 | -      | -       | -    | 0      | 2426    | 0,33 |
| Limburg                           | 0      | 714     | 0,13 | -      | -       | -    | 0      | 1202    | 0,21 |
| Luik                              | 0      | 1.198   | 0,19 | -      | -       | -    | 0      | 1502    | 0,24 |
| Luxemburg                         | 0      | 752     | 0,44 | -      | -       | -    | -      | -       | -    |
| Namen                             | 0      | 857     | 0,29 | -      | -       | -    | 0      | 881     | 0,28 |
| Oost-Vlaanderen                   | 0      | 1.366   | 0,14 | 0      | 2.098   | 0,21 | 0      | 1390    | 0,13 |
| Vlaams-Brabant**                  | 0      | 2.577   | 0,38 | 0      | 4.513   | 0,65 | 0      | 4086    | 0,57 |
| Waals-Brabant                     | 0      | 961     | 0,40 | -      | -       | -    | 0      | 1003    | 0,39 |
| West-Vlaanderen                   | 0      | 1.691   | 0,21 | -      | -       | -    | -      | -       | -    |
| België                            | 0      | 12.103  | 0,18 | 0      | 6.611   | 0,10 | 0      | 15780   | 0,23 |

* Bij de verkiezingen van 2010 ging de B.U.B. in kartel met CDF als BELG.UNIE.
** De kieskring Brussel-Halle-Vilvoorde werd in 2011 gesplitst. Halle-Vilvoorde werd samengevoegd met de kieskring Leuven tot de kieskring Vlaams-Brabant. Brussel werd de zelfstandige kieskring Brussel-Hoofdstad.

#### Federale verkiezingen
Bij de federale verkiezingen van 10 juni 2007 nam de partij deel in West-Vlaanderen, Brabant (BHV, Leuven en Nijvel), Limburg en Namen, en behaalde ze in totaal zo'n 8.600 stemmen.
Voor de federale verkiezingen van 2010 ging de partij in kartel met het CDF onder de naam BELG.UNIE. Het kartel behaalde 20.000 stemmen, een verdubbeling tegenover de verkiezingen van 2007.
De partij leed een nederlaag bij de federale verkiezingen in 2014. Ze behaalde in totaal 12.000 stemmen voor alle provincies waar ze opkwam, een sterke vermindering van het aantal stemmen in de verkiezingen van 2010.
Bij de federale verkiezingen van 9 juni 2024 nam de partij deel met lijstnaam Belg.Unie-BUB in Oost-Vlaanderen, Brabant (Brussel Hoofdstad, Vlaams-Brabant en Waals-Brabant), Limburg, Namen, Luik, Antwerpen en Henegouwen en behaalde ze in totaal zo'n 15.780 stemmen.

### Regionale verkiezingen
| Uitslagen in België | 2004   | 2004    | 2004 | 2009   | 2009    | 2009 |
| Kieskring           | Zetels | Stemmen | %    | Zetels | Stemmen | %    |
| ------------------- | ------ | ------- | ---- | ------ | ------- | ---- |
| Vlaams parlement    |        |         |      |        |         |      |
| Antwerpen           | 0      | 2.455   | 0,23 | -      | -       | -    |
| Brussel-Hoofdstad   | 0      | 671     | 1,09 | 0      | 712     | 1,41 |
| Limburg             | 0      | 1.472   | 0,28 | -      | -       | -    |
| Oost-Vlaanderen     | 0      | 1.723   | 0,18 | -      | -       | -    |
| Vlaams-Brabant      | 0      | 3.676   | 0,55 | -      | -       | -    |
| West-Vlaanderen     | 0      | 1.261   | 0,16 | -      | -       | -    |
| Vlaanderen          | 0      | 11.258  | 0,23 | 0      | 712     | 0,02 |
| Waals parlement     |        |         |      |        |         |      |
| Nijvel              | 0      | 753     | 0,35 | -      | -       | -    |
| Wallonië            | 0      | 753     | 0,04 | -      | -       | -    |
| Brussels parlement  |        |         |      |        |         |      |
| Nederlandstalig     | 0      | 511     | 0,82 | 0      | 462     | 0,89 |
| Franstalig          | 0      | 640     | 0,16 | -      | -       | -    |

#### Regionale verkiezingen
Bij de verkiezingen van 13 juni 2004 voor de gewestraden nam zij deel met negen lijsten, voor het Europees Parlement kwam zij niet op.
De partij kwam bij deze verkiezingen op 9 juni 2009 enkel op in de kieskring Brussel voor het Brusselse en het Vlaamse parlement. Voor het Vlaamse parlement gaan ze in Brussel licht vooruit, hetzelfde bij de Nederlandstaligen voor het Brussels parlement.
De partij kwam niet op voor de Vlaamse, Brusselse of Waalse verkiezingen op 25 mei 2014.

### Gemeenteraadsverkiezingen
De BUB diende in september 2006 vijf lijsten in om deel te nemen aan de gemeenteraadsverkiezingen van oktober 2006 in Brugge, Nijvel, Heuvelland, Ukkel en Hasselt. In Brugge trok voormalig nationaal Jong VLD-voorzitter Ruben Cottenjé de Dauphin de lijst, in Nijvel wordt de BUB-lijst mede bevolkt door voormalige leden van de Nijvelse Vivant-afdeling, met als lijsttrekker Fréderic Bertreau. In Hasselt trekt Joris Piette de lijst, en in Ukkel staat nationaal voorzitter Hans Van de Cauter vooraan op de lijst. Ook voor de provincieraadsverkiezingen diende de BUB lijsten in. Dit in de West-Vlaamse districten Ieper en Brugge, en in Waals-Brabant.
In 2018 nam de partij deel aan de gemeenteraadsverkiezingen in Zele (Oost-Vlaanderen) en Ukkel. In Zele strandde de partij maar in Ukkel behaalde de partij toch één zetel via een gedeelde lijst. Deze zetel werd behaald nadat de oorspronkelijke winnaar van deze zetel er afstand van deed.

### Provincieraadsverkiezingen
In 2024 nam de partij deel aan provincieraadsverkiezingen, in Limburg, Antwerpen, Vlaams-Brabant, Waals-Brabant en West-Vlaanderen. in Limburg kiesdistrict Maaseik was François Breyssem lijsttrekker, in Antwerpen kiesdistrict Antwerpen was Frederik Voets lijsttrekker, in Vlaams-Brabant kiesdistrict Leuven was Bruno Yammine lijsttrekker, in Waals-Brabant kiesdistrict Waver was Jérémy Charlier lijsttrekker en in West-Vlaanderen kiesdistrict Brugge was Ruben Cottenjé lijsttrekker.

#### Lijstnamen
Limburg: B.U.B. Limburg
Antwerpen: B.U.B. Antwerpen
Vlaams-Brabant: B.U.B. Brabant
Waals-Brabant: B.U.B.-Province
West-Vlaanderen: B.U.B. West-VL

## Partijraad
| Functie                                            | Naam                                 |
| -------------------------------------------------- | ------------------------------------ |
| Partijvoorzitter                                   | Hans Van de Cauter                   |
| Ondervoorzitter                                    | Jérémy Charlier & Benedict Verbiest  |
| Secretaris                                         | Nicolas Barrault                     |
| Vice-secretaris                                    | François Breyssem & Renzo Eeckeleers |
| Technische coördinator                             | Nicolas Barrault                     |
| Coördinator materieel                              | François Breyssem                    |
| Voorzitter B.U.B.-jongeren                         | Renzo Eeckeleers                     |
| Coördinator voor Brussel                           | Jérémy Charlier                      |
| Coördinator voor West-Vlaanderen                   | Benedict Verbiest                    |
| Coördinator van Luxemburg                          | Etienne Agneessens                   |
| Coördinator voor Limburg                           | François Breyssem                    |
| Coördinator voor Antwerpen                         | Renzo Eeckeleers                     |
| Coördinatrice voor Henegouwen                      | Rachida Rabbani                      |
| Coördinator van Zuid-Brabant                       | Fabian Choffray                      |
| Coördinatrice van Namen                            | Pascale Merlier                      |
| Coördinator B.U.B.-jongeren                        | Ramzi Marzoug                        |
| Coördinator studiebureau                           | Bruno Yammine                        |
| Coördinator/Coördinatrice van/voor Luik            | /                                    |
| Coördinator/Coördinatrice van/voor Oost-Vlaanderen | /                                    |